# نيلس دي شوتير
نيلس دي شوتير (8 أغسطس 1988 في بلجيكا - ) هو لاعب كرة قدم بلجيكي في مركز الدفاع. لعب مع أوستينده وفاسلاند بيفيرين وS.C. Eendracht Aalst ‏.

## روابط خارجية
- نيلس دي شوتير على موقع قاعدة بيانات كرة القدم.إي يو (الإنجليزية)
- نيلس دي شوتير على موقع Soccerway.com (الإنجليزية)